# Arkadiusz Nowinowski
Arkadiusz Nowinowski (10 de septiembre de 1977) es un deportista polaco que compitió en esgrima, especialista en la modalidad de sable.
Ganó una medalla de plata en el Campeonato Mundial de Esgrima de 1999 y una medalla de bronce en el Campeonato Europeo de Esgrima de 2003, ambas en la prueba por equipos.

## Palmarés internacional
| Campeonato Mundial | Campeonato Mundial   | Campeonato Mundial | Campeonato Mundial |
| Año                | Lugar                | Medalla            | Prueba             |
| ------------------ | -------------------- | ------------------ | ------------------ |
| 1999               | Seúl (Corea del Sur) | Medalla de plata   | Sable por equipos  |
| Campeonato Europeo |                      |                    |                    |
| Año                | Lugar                | Medalla            | Prueba             |
| 2003               | Bourges (Francia)    | Medalla de bronce  | Sable por equipos  |